# Paramacroxiphus rufus
Paramacroxiphus rufus är en insektsart som beskrevs av Sigfrid Ingrisch 2008. Paramacroxiphus rufus ingår i släktet Paramacroxiphus och familjen vårtbitare. Inga underarter finns listade i Catalogue of Life.